# Kabinett Ndayishimiye
Das Kabinett Ndayishimiye von Präsident Évariste Ndayishimiye der Republik Burundi setzt sich wie folgt zusammen:
- Gervais Ndirakobuca (Innenminister)
- Alain Tribert Mutabazi (Verteidigungsminister)
- Albert Shingiro (Außenminister)
- Domitien Ndihokubwayo (Finanz- und Wirtschaftsminister)
- François Havyarimana (Bildungsminister)
- Thaddée Ndikuman (Minister für Arbeit und öffentlichen Dienst)
- Déo Guide Rurema (Landwirtschaftsminister)
- Deogratias Nsanganiyumwami (Infrastrukturminister)
- Domine  Banyankimbona (Justizministerin)
- Ezéchiel Nibigira (Kulturminister)
- Ibrahim Uwizeye (Energieminister)
- Imelde  Sabushimike (Ministerien für Gleichberechtigung und Menschenrechte)
- Marie Chantal  Nijimbere (Tourismus- und Verkehrsministerin)
- Sylvie Nzeyimana (Gesundheitsministerin)
- Léocadie Ndacayisaba (Technologie- und Informationsministerin)
- Prosper Ntahorwamiye (Regierungssprecher und Generalsekretär)